# Léon Houa
Léon Houa fue un ciclista belga, nacido el 8 de noviembre en 1867 en Lieja y fallecido el 31 de enero de 1918 en Bressoux.
En 1892 y 1893, ganó las dos primeras ediciones de la Lieja-Bastogne-Lieja, aunque estas dos primeras ediciones fueron en categoría amateur. Fue reconocido como el primer ciclista profesional belga. En 1894, ganó de nuevo la Lieja-Bastogne-Lieja, ahora abierto a profesionales, y también consiguió la victoria en el primer Campeonato de Bélgica de ciclismo en ruta.

## Palmarés
1892
- Lieja-Bastogne-Lieja

1893
- Lieja-Bastogne-Lieja

1894
- Lieja-Bastogne-Lieja
- Campeonato de Bélgica en Ruta